# Vingt-neuvième circonscription de Tokyo
La vingt-neuvième circonscription de Tokyo (東京都第29区, Tōkyō-to dai-nijū-kyū-ku) est l'une des trente circonscriptions législatives que compte la préfecture métropolitaine de Tokyo.

## Description géographique
Depuis 2022, la vingt-neuvième circonscription de Tokyo comprend l'arrondissement spécial d'Arakawa et une partie de l'arrondissement d'Adachi,.

## Députés
| Législature | Début de mandat | Fin de mandat | Député élu             | Parti politique | Parti politique |
| ----------- | --------------- | ------------- | ---------------------- | --------------- | --------------- |
| 50e         | 2024            | -             | Mitsunari Okamoto (ja) |                 | Kōmeitō         |

## Résultats électoraux
| Parti | Parti                           | Candidat               | Vote   | Vote |
| Parti | Parti                           | Candidat               | Voix   | %    |
| ----- | ------------------------------- | ---------------------- | ------ | ---- |
|       | Kōmeitō                         | Mitsunari Okamoto (ja) | 60 100 | 33,2 |
|       | Parti démocrate constitutionnel | Taketsuka Kimura (ja)  | 47 996 | 26,5 |
|       | Parti démocrate du peuple       | Yoshikazu Tarui (ja)   | 31 367 | 17,3 |
|       | Parti japonais de l'innovation  | Yuki Ebisawa           | 24 107 | 13,3 |
|       | Parti communiste japonais       | Ken'ichi Suzuki        | 17 325 | 9,6  |